# Whiting River
Der Whiting River ist ein Fluss im kanadischen British Columbia und im Panhandle des US-Bundesstaats Alaska.

## Verlauf
Der Whiting River entsteht durch den Zusammenfluss mehrerer Quellbäche an der Südwestflanke der Chechidla Range in British Columbia. Er fließt anfangs in südlicher Richtung durch die Boundary Ranges. Er nimmt die linken Nebenflüsse Chechidla Creek und South Whiting River auf und wendet sich nach Westen. Nach etwa 40 Kilometern überquert der Fluss die Grenze nach Alaska. Er setzt seinen Kurs nach Westen fort. Dabei nimmt er den Abfluss des nördlich gelegenen Crescent Lake auf. Nach insgesamt 80 Kilometern mündet der Whiting River 53 Kilometer südöstlich von Juneau in die Gilbert Bay, einer Bucht, die sich zur Stephens Passage hin öffnet. 
Der Flusslauf des Whiting River liegt südlich des Taku River und nördlich des Stikine River. Das Einzugsgebiet des Whiting River umfasst Teile der Stikine Icecap, deren Gletscher das Flusssystem speisen.

## Flussfauna
Der Whiting River wird von Wanderfischen wie den verschiedenen Lachsarten als Laichgewässer genutzt. Der Crescent Lake dient als Überwinterungsplatz für Saiblinge und Cutthroatforellen.
An der Flussmündung laichen Kerzenfische. Dieses Gebiet wird von Seehunden für die Aufzucht ihrer Jungen genutzt.

## Namensherkunft
Der Fluss wurde 1888 von Lt. Commander C. M. Thomas (U.S. Navy) zu Ehren von Assistant surgeon Robert Whiting (U.S. Navy), der zu dessen Erkundungsteam gehörte, benannt.

## South Whiting River
Der South Whiting River ist ein etwa 26 km langer linker Nebenfluss des Whiting River in British Columbia. Der Fluss bildet den Abfluss des Whiting Lake. Er fließt von dessen nördlichen Seeende anfangs 13 km nach Norden. Anschließend wendet sich der South Whiting River nach Nordwesten und schließlich in Richtung Westnordwest.